# 渠池棲云庵
渠池棲云庵是一处古建筑，位于山西省晋中市介休市龙凤镇渠池村，年代为元、清、民国。
渠池棲云庵完整地保留了自元代至民国不同时期的建筑演变历程。渠池棲云庵的献亭是一座罕见的元代建筑，颇为珍贵。山门兼戏台、东配殿（1791年）、西配殿、西厢房（1764年）为清代建筑，东配殿保存有彩色壁画。东厢房为民国建筑。正殿系1970年代重建。
2007年，渠池棲云庵公布为介休市第四批县级文物保护单位。2021年8月4日，渠池棲云庵公布为第六批山西省文物保护单位。